# Mats Olofgörs

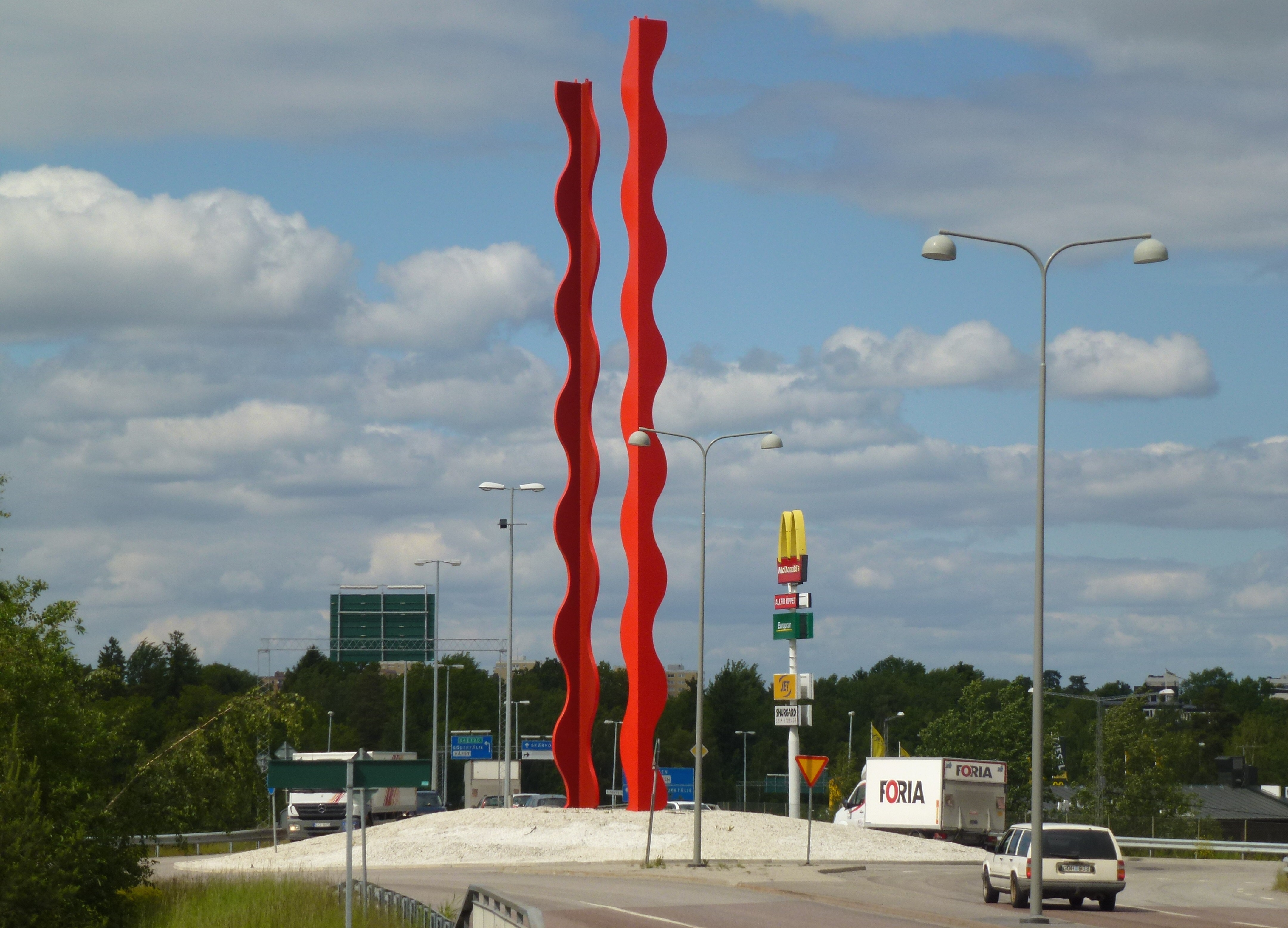
Vågat möte i Kungens kurva.

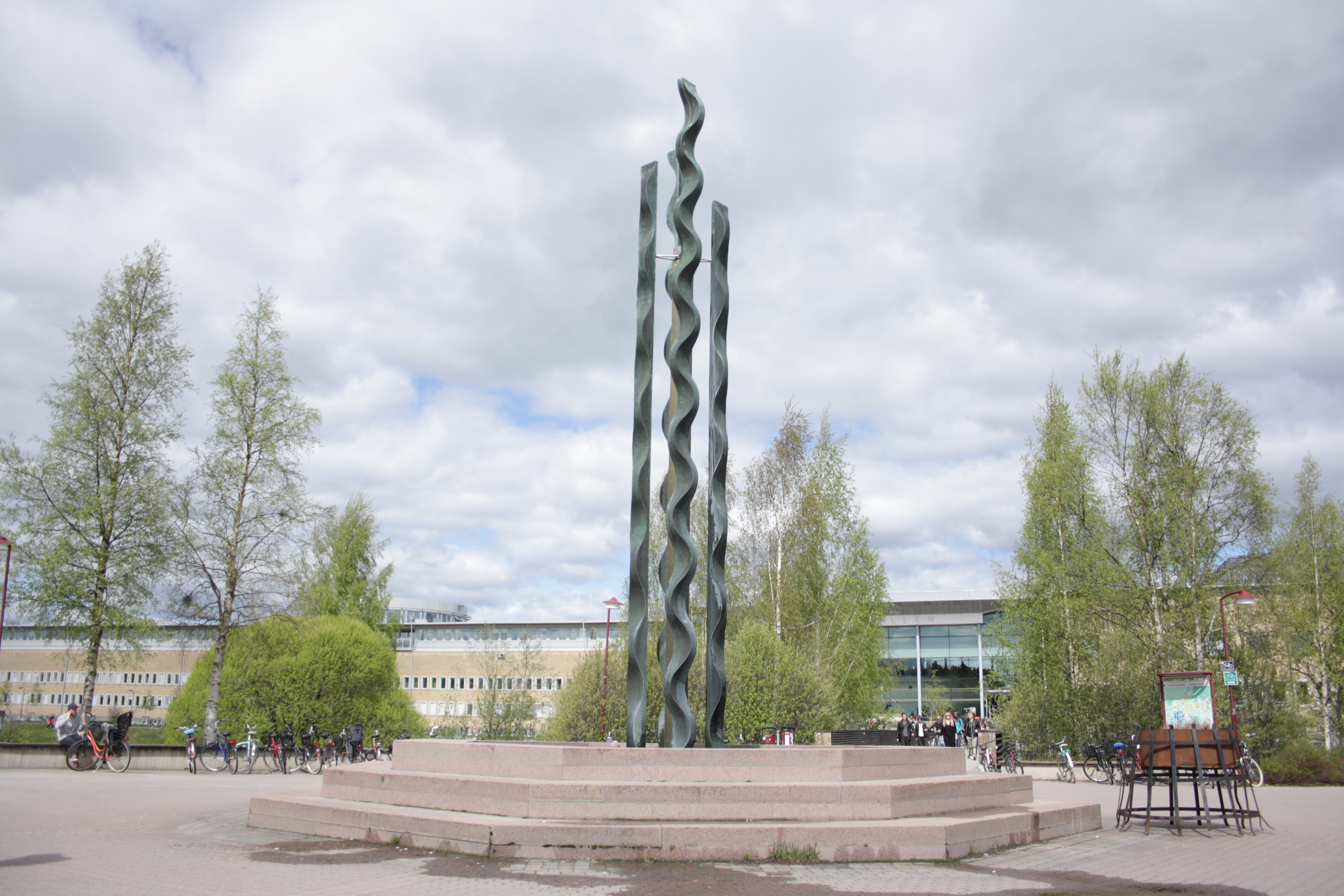
Vågspel i Umeå.

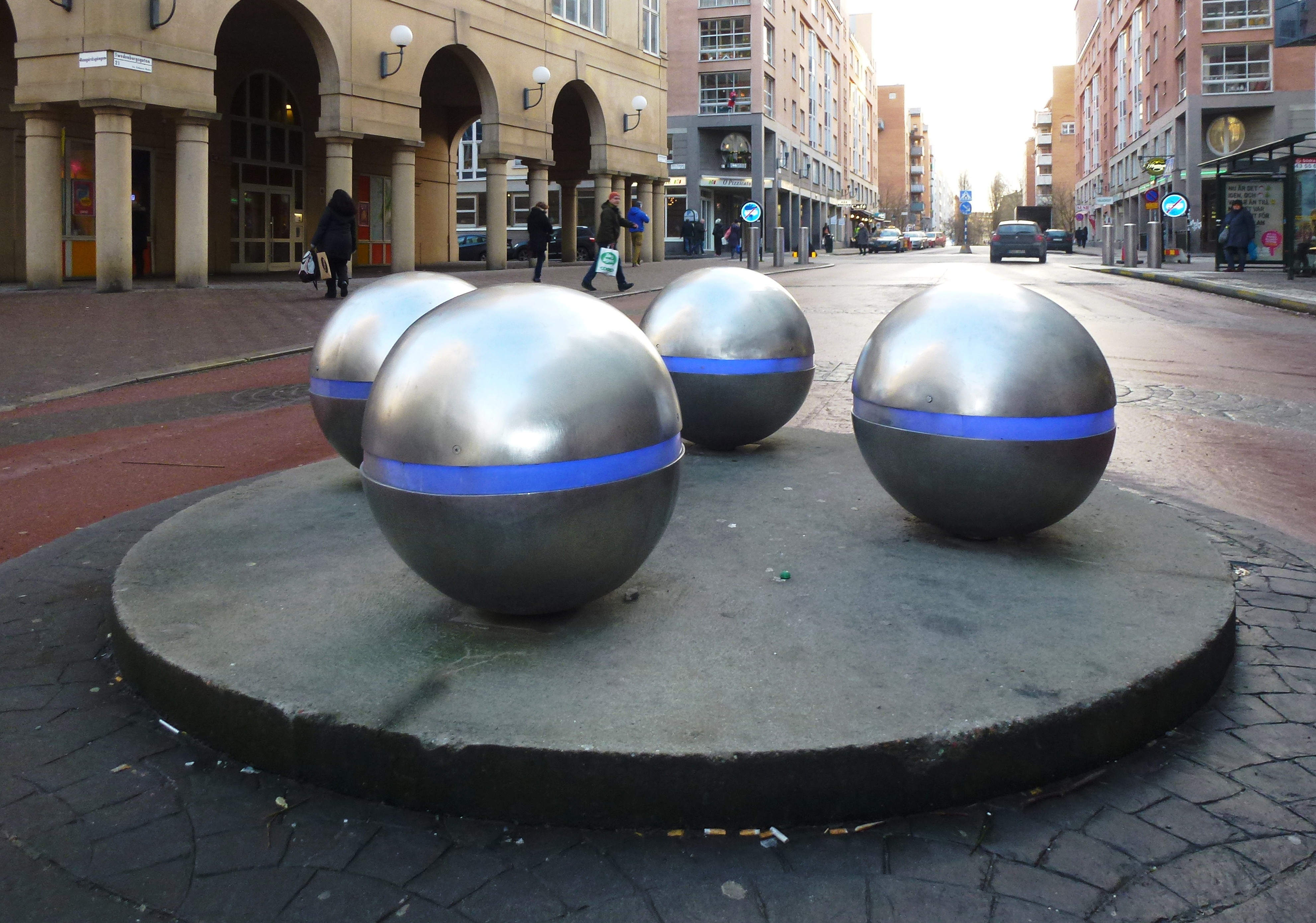
Blue light i Södra Stationsområdet.

Mats Olofgörs, född 12 november 1954, är en svensk skulptör.
Mats Olofgörs började 1979 på Konstfack i Stockholm för att lära skulptur. Han har blivit känd för sina storskaliga abstrakta skulpturer i samband med gestaltning av trafikplatser, gator, parker och torg. Ofta understryker han den optiska verkan av sina verk med effektfull belysning eller arbetar enbart med ljussättning av offentliga miljöer.
Han har också arbetat med konstnärliga landskapsgestaltningar, bland annat i projektet Skulpturala landskap.

## Offentliga verk i urval
- Vågspel, brons, rostfritt, vatten, höjd 9 meter, 1995, Umeå universitets campus
- Alirs Öga, landskapsgestaltning uppbyggd av 150 000 m³ schaktmassor från Ostkustbanans nya järnvägsdragning. 2001, i Hälsingland
- Blue light (2002), Swedenborgsgatan utanför Södra station i Stockholm, klot och pollare i rostfritt stål samt blått ljus.
- Vågat möte (2005), Kungens kurva, Huddinge kommun, lackerad stål, höjd 23 meter.
- Lövlyktor (2007), Luxparken, Lilla Essingen, brons och ljus.
- In Spiram (2009), Uppsala, fjäderstål, rostfritt, höjd 5 meter.
- Reflexions (2010), Trondheim, rostfritt, corian, ek och ljus.
- Hägg, syren, schersmin och fläder (2012), Universitetssjukhuset Örebro, glas, vatten och ljus.
- Ljuskronor (2013) Östersunds Arena, programmerat ljus.
- Valvbågar (2013) Östersunds Arena, limträ.
- Spetsduken (2014), Falu lasarett, Falun, koppar, rostfritt, ek, ljus.
- Virvlande (2014), Luleå Energi Arena, koppar.
- Bladhjärtan (2015), Rosenfredsskolan, Varberg, programmerat ljus, lackerat stål.
- Det öppna kärlet (2016), Stenungsund, brons, vatten, ljus.
- Ljusskulpturer (2017), Södersjukhusets Bröstcentrum, Stockholm, akvarellark, ljus.
- Vågrörlser (2017), Trysunda, Nätterlunds minnesfond Örnsköldsvik, spegelpolerat rostfritt stål.